# El último trayecto de Horacio Dos
El último trayecto de Horacio Dos es una novela escrita por el autor español Eduardo Mendoza en 2002. La novela, ambientada en el espacio, es del género de ciencia ficción y humorístico y la forma narrativa se acerca al diario de a bordo del capitán de la nave en la que transcurre la trama principal.

## Sinopsis

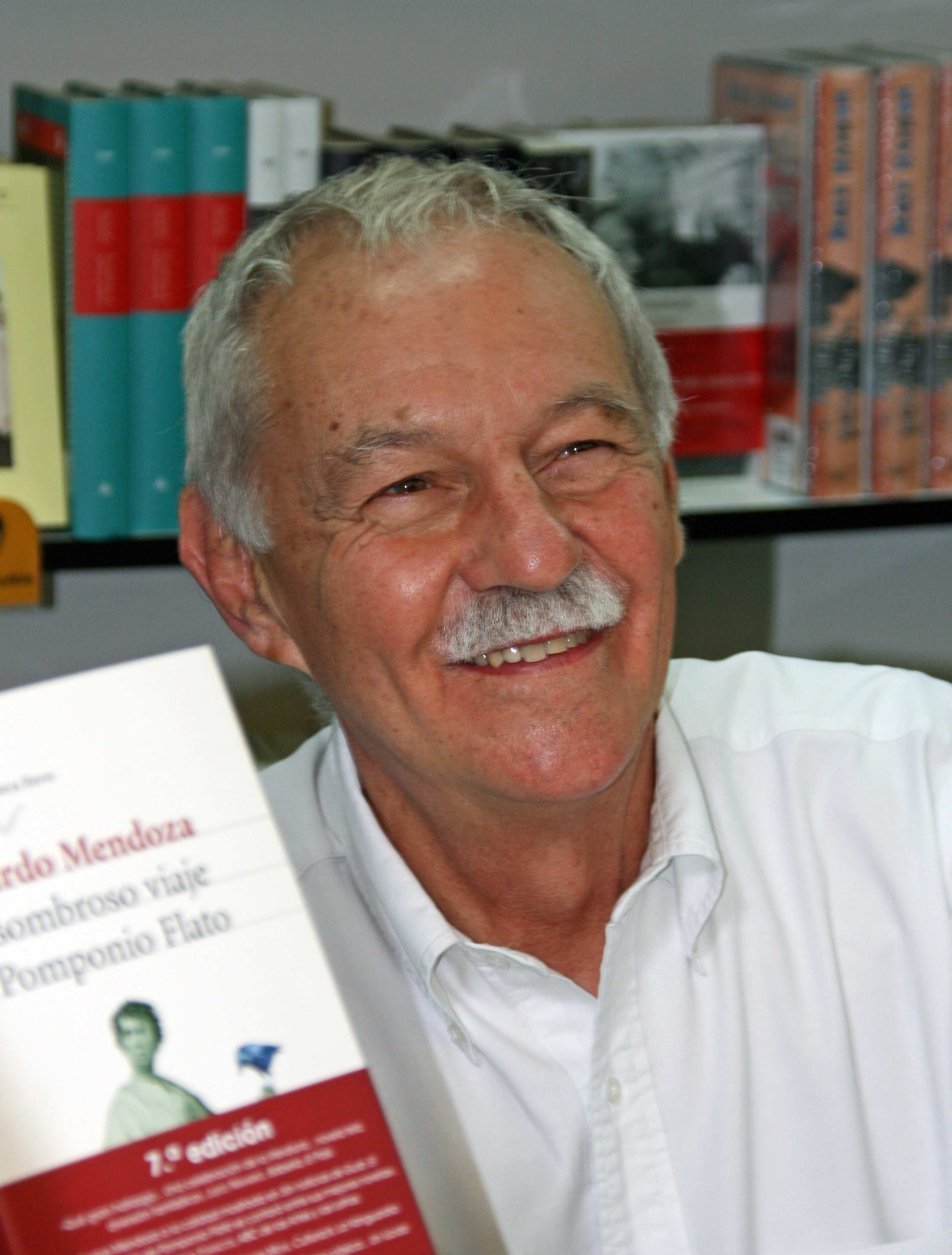
El autor en 2008

Al comandante Horacio Dos le ha sido asignada una incierta misión en atención a su incompetencia y desfachatez. Como jefe de una estrafalaria expedición, surcará el espacio en condiciones extremadamente precarias junto a los peculiares pasajeros de su nave, los Delincuentes, las Mujeres Descarriadas y los Ancianos Improvidentes. En este viaje, que les deparará incontables aventuras, habrá paternidades y filiaciones secretas, espectáculos cortesanos que ocultan una realidad cutre y desportillada, luchas por sobrevivir de pillos y buscavidas, y mucho susto y sorpresa.